# Hagetmau
Hagetmau è un comune francese di 4 666 abitanti situato nel dipartimento delle Landes nella regione della Nuova Aquitania.

## Società

### Evoluzione demografica
Abitanti censiti